# St. Paul (Odessa)

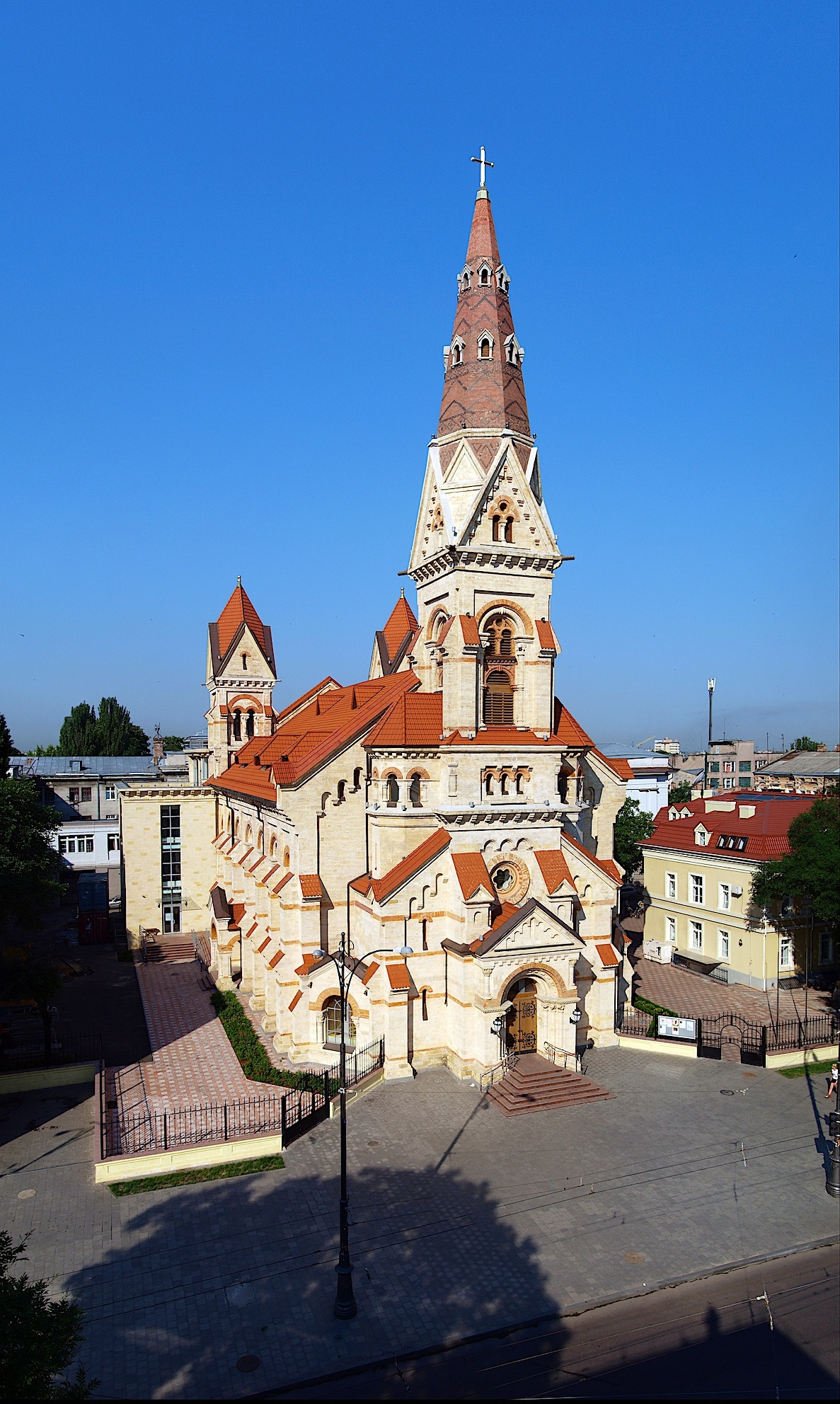
St. Paul (2012)

St. Paul ist eine evangelische Kirche in Odessa in der Ukraine. Sie gehört zur Deutschen Evangelisch-Lutherischen Kirche in der Ukraine. 
Das 1976 durch Brandstiftung zerstörte Gebäude wurde seit 2005 als Kirche und Deutsches Zentrum St. Paul wieder aufgebaut und 2010 eingeweiht. Die Kosten in Höhe von 7,1 Millionen Euro wurden größtenteils von der Evangelisch-Lutherischen Kirche in Bayern getragen.
Sie gehörte zu den größten evangelischen Kirchen im Russischen Kaiserreich bis 1918.

## Geschichte

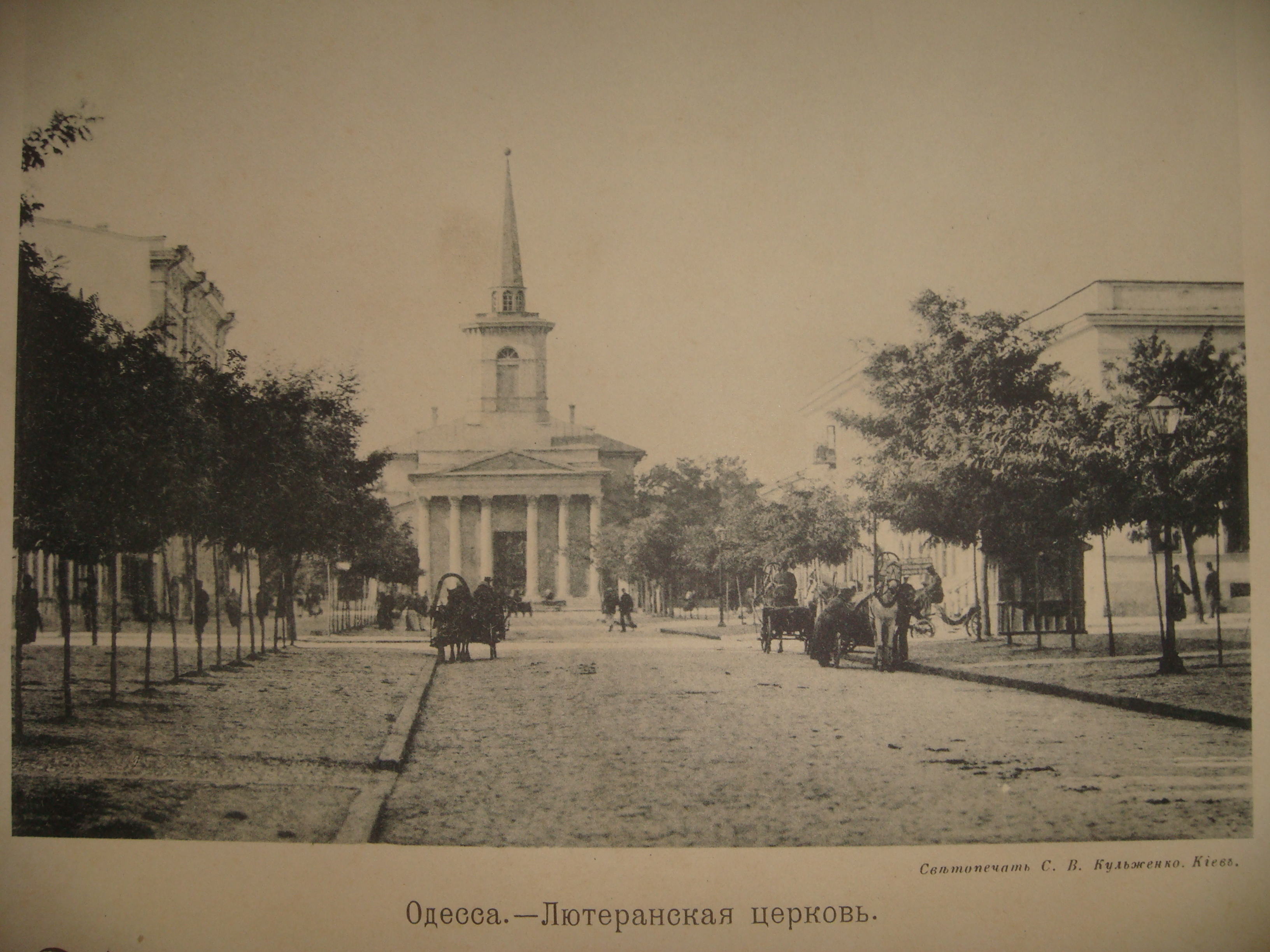
Um 1890

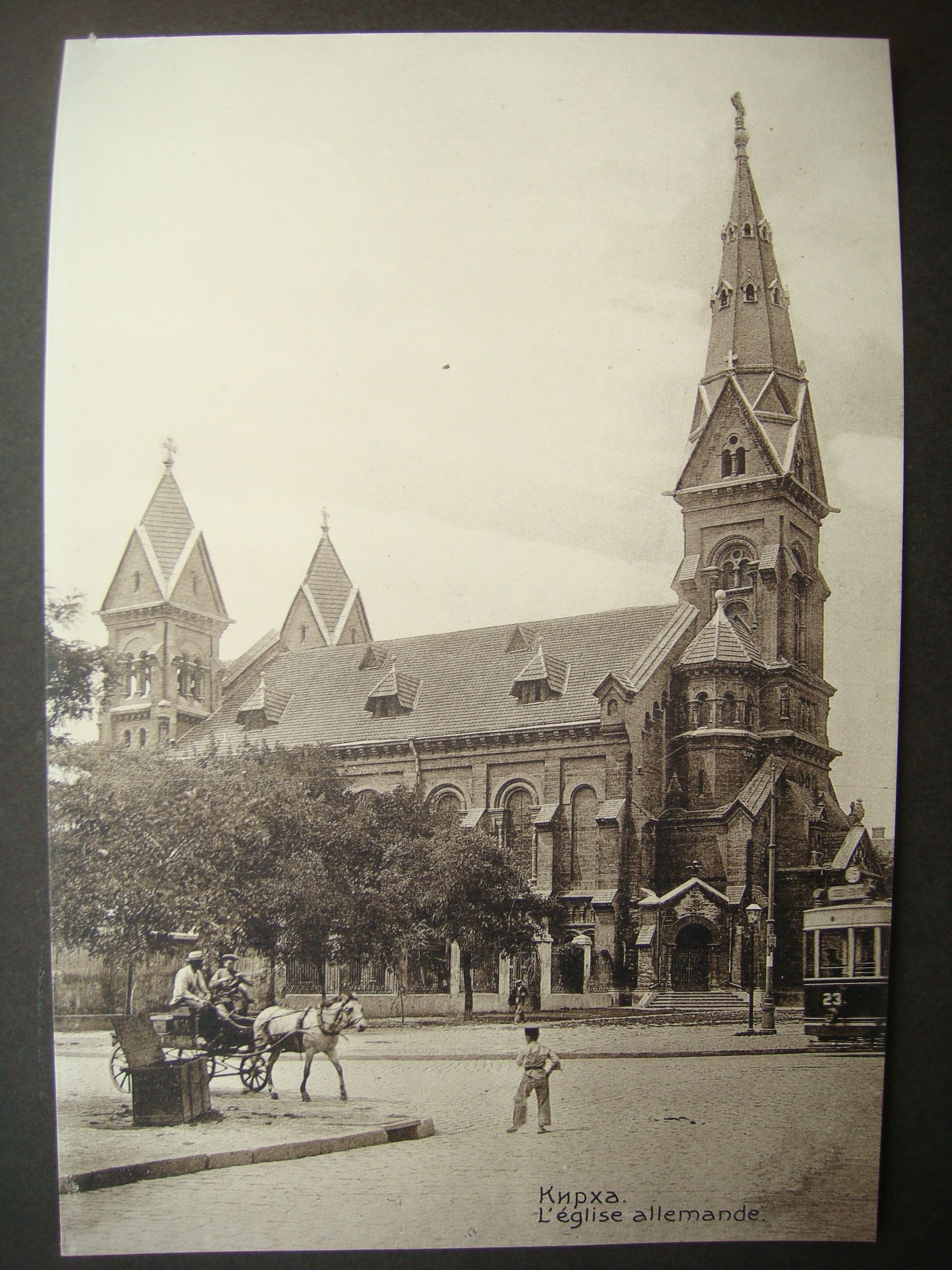
Um 1910

Um 1801 fanden die ersten lutherischen Gottesdienste in Odessa statt, und 1803 kam mit Johann Heinrich Pfersdorff der erste lutherische Pastor in die Kolonie Großliebenthal.
Die Stadtgemeinde konstituierte sich 1811 und berief ihren ersten eigenen Pfarrer. 1827 wurde die erste Kirche im neo-klassizistischen Stil am höchsten Punkt der Stadt gebaut und nach dem Apostel Paulus von Tarsus benannt. Um sie herum entstanden ein Lehrerseminar, eine Grundschule, eine sechsklassige Deutsche Realschule St. Pauli sowie ein Altersheim; später kamen noch Armen- und Waisenhaus sowie Wohnhäuser für Pastoren, Lehrer und den Kantor hinzu.
Um den Platzbedarf der ständig wachsenden Gemeinde zu befriedigen, die 1895 schon 7000 Mitglieder zählte, entstand 1896/97 ein völliger Neubau der Kirche unter der Leitung des Architekten Hermann K. Scheurembrandt. Das imposante Kirchengebäude im  neuromanischen Stil bot Platz für 1200 Menschen. Der Glockenturm war damals der höchste Turm der Stadt. Die Kirche erhielt eine Orgel der Firma Walcker.
Nach der Übernahme Odessas durch die Bolschewiken wurde 1922 das Altarsilber der Kirche beschlagnahmt. In den folgenden Jahren kam das kirchliche Leben durch die antireligiöse Politik Stalins fast ganz zum Erliegen. Der Pfarrer Karl Vogel wurde 1937 verhaftet und kam 1943 in einem Arbeitslager um. 23 Mitglieder der Gemeinde wurden im Oktober 1941 erschossen, darunter Theophil Richter, der Kantor der Gemeinde und Vater des Pianisten Swjatoslaw Richter. 
In den 1950er Jahren wurde die Kirche zunächst als Fernsehstudio genutzt und ab 1957 von der Telekommunikationsgesellschaft zur Turnhalle umgebaut. Die Sanitäranlagen richtete man im ehemaligen Altarraum ein. Unzureichende Entwässerung führte in den folgenden Jahren zu einem fortschreitenden Verfall der Bausubstanz. Jahrelang wurde über einen Abriss des vernachlässigten Baus diskutiert.

## Zerstörung und Wiederaufbau

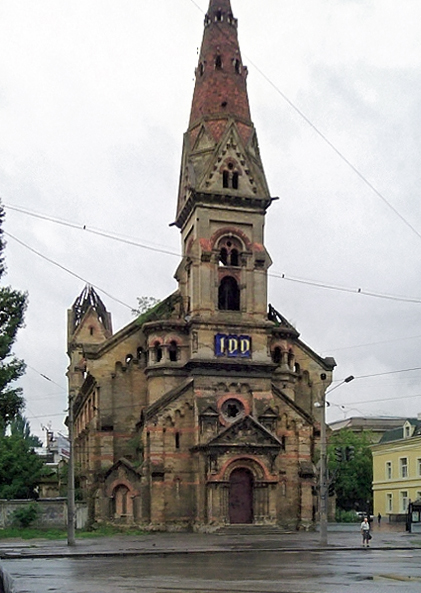
St. Paul 2004

Im Mai 1976 zerstörte ein vermutlich durch Brandstiftung gelegter Brand das gesamte Innere. Der Stadtrat Odessas  beschloss den Erhalt der Ruine für das Konservatorium der Stadt; notdürftige Sicherungsarbeiten wurden durchgeführt, und das Gebäude wurde 1979 in die Liste der zu schützenden Baudenkmäler eingetragen. Das ist dem damaligen Leiter des Musikkonservatoriums und seinen Dozenten zu verdanken. Sie protestierten mutig mit ihren Studenten und Bürgern der Stadt gegen einen Stadtratsbeschluss, die Kirche abzureißen.
Die Ukraine übertrug nach der Wiedererlangung ihrer Selbständigkeit das Eigentum an der ausgebrannten Ruine und das benachbarte frühere Altersheim zurück auf die Gemeinde, die sich 1990 neu gegründet hatte, mit der Auflage, beides wieder instand zu setzen.
Die Gemeinde trat ihre Rechte an die Deutsche Evangelisch-Lutherische Kirche in der Ukraine ab; zunächst wurde bis 2002 das frühere Altersheim, das einzige der alten Gebäude der Gemeinde, das erhalten ist, zum Gemeindezentrum und Sitz der Kirchenleitung der Deutschen Evangelisch-Lutherischen Kirche in der Ukraine ausgebaut. Im Dachgeschoss entstanden Gästezimmer, deren Einnahmen dem Kirchenzentrum zugutekommen.
Zeitgleich lief eine intensive Diskussion über die Restaurierung der Kirche und ihre zukünftige Nutzung. 2005 begann der Wiederaufbau, der durch die Evangelisch-Lutherische Kirche in Bayern und den Martin-Luther-Bund, den Freistaat Bayern und die Bundesrepublik Deutschland finanziert wurde. Es erfolgten der Wiederaufbau des Hauptschiffs und seine künstlerische Gestaltung durch den schwäbischen Künstler Tobias Kammerer. Anstelle der Apsis, die wegen Einsturzgefahr abgerissen wurde, wurde ein moderner Anbau errichtet. Die Planungen waren, dass dort die seit den 1990er Jahren in Odessa tätigen deutschen (kulturellen) Einrichtungen, wie das Bayrische Haus Odessa (BHO) oder das Büro der Gesellschaft für Entwicklung (gfe) einziehen sollten. Es sollte das „Deutsche Zentrum – St. Paul“ werden. Der endgültige Bezug dieser und weiterer deutscher Einrichtungen in Odessa steht noch aus.
2006 wurde zur Unterstützung der kirchlichen Arbeit die Evangelische Odessa-Stiftung gegründet, eine kirchliche Stiftung privaten Rechts mit Sitz in München. Der Wiederaufbau war so umfassend, dass allein die Erneuerung der Elektroanlagen über ein Jahr dauerte und etwa 392.000 € kostete.
Im April 2010 erfolgte die Wiedereinweihung der Kirche durch Bischof Uland Spahlinger. Der bayerische Landesbischof Johannes Friedrich, der die Festpredigt halten sollte, und die Delegation der bayerischen Landeskirche wurden jedoch durch den Ausbruch des Eyjafjallajökull an der Teilnahme gehindert. Auch eine Orgel erhielt die Kirche. Sie wurde 1964 von G. F. Steinmeyer & Co. erbaut und stand zuvor in der Kreuzkirche in Nürnberg. 2010 wurde das Instrument nach Odessa transportiert, um am 18. April geweiht zu werden.